# Guadalupe Plata
Guadalupe Plata es un grupo español de blues surgido en la ciudad de Úbeda, Jaén caracterizado por titular todos sus discos con el mismo nombre del grupo, por su proyección internacional,  y sobre todo por su peculiar forma de fusionar el blues con el jazz, psicodelia e incluso el flamenco.

## Historia
El dúo de blues debe su nombre a la imagen de la Virgen de su localidad natal, Úbeda, y se basa en la fuerza y sencillez de sus guitarras, la ausencia de electrónica, y en el surrealismo y oscuridad de sus letras. La banda, además es fiel a sus instrumentos, guitarra y batería. Otra peculiaridad es su forma de grabar los discos, basada en el espíritu de la primera toma, prácticamente en directo, así que lo hacen en sólo dos o tres días, y con ello demuestran frescura y fluidez.
Después de presentar un EP con seis temas a finales de 2008, su primer disco fue publicado ya en 2011 y con título homónimo. En 2013 presentan nuevo trabajo; Guadalupe Plata 2013 el cual les proporciona importantes éxitos de público y crítica, además de importantes premios otorgados. Entre dichos premios, la banda recibe en noviembre de 2013 el Premio Ojo Crítico 2013 en la categoría de «Música moderna», concedido por Radio Nacional de España. A principios de 2014 resultan ganadores con el Premio IMPALA al «Mejor álbum independiente europeo», derrotando en la final a importantes grupos como Sigur Rós o Junip. Dicho galardón fue ganado años anteriores por importantes artistas como The XX o Adele. En junio de 2014 la banda resulta la triunfadora de los VI Premios de la música independiente al alzarse con los galardones de «Artista del año», «mejor álbum de rock», «mejor Directo» y el batería Carlos Jimena por «mejor fotografía promocional» al ser el autor de la imagen.
Todos estos éxitos nacionales e internacionales les llevaron a realizar multitud de conciertos por distintas salas y festivales, incluso giraron por gran parte de Europa, y más tarde han llegado también a actuar en México, Chile, Brasil, Argentina y Estados Unidos.
En 2015 se publica nuevo disco con el mismo título, fue grabado en los estudios Toerag de Londres bajo la producción de Liam Watson, y de nuevo publicado por Everlasting Records.
En abril de 2017 y manteniendo su regularidad bianual, la banda publica su cuarto álbum, de nuevo con el sello madrileño Everlasting Records, esta vez, grabado en los estudios sevillanos La Mina y empleando para ello dos semanas; Guadalupe plata 2017, aunque podría denominarse como Perro de vieja, por el título de uno de sus temas y por la ilustración de la portada, dibujada por el propio Pedro de Dios.
En abril de 2021 compartieron estudio con Mike Edison, ex Raunch Hands y The Pleasure Fuckers, escritor, editor y crítico musical. Publicando The Devil Can’t Do You No Harm

## Miembros
- Pedro de Dios Barceló: guitarra y voz.[1]
- Carlos Jimena: batería.
- Paco Luis Martos: barreño, guitarra y bajo (hasta 2019).
- Luis Aróstegui: percusión con botella de anís y coros (desde 2019).

## Discografía

### Álbumes
- 2008: Guadalupe Plata (EP) Sociedad Fonográfica Subterránea. Diciembre de 2008.[6]
- 2011: Guadalupe Plata (LP) Folc Records/Sociedad Fonográfica Subterránea. Febrero de 2011.[7]
- 2013: Guadalupe Plata (LP). Everlasting/Popstock! Enero de 2013.[8]
- 2015: Guadalupe Plata (LP). Everlasting Records. Marzo de 2015.
- 2017: Guadalupe Plata (LP). Everlasting Records. Abril de 2017.
- 2018: Guadalupe Plata (LP). Everlasting Records. Noviembre de 2018.
- 2021: The Devil Can’t Do You No Harm con Mike Edison (LP). Everlasting Records. Abril de 2021.
- 2023: Guadalupe Plata 2023 (LP). Everlasting Records. Mayo de 2023.

### Participación en bandas sonoras
- How to Make It in America (HBO, 2011) interpretando 500 mujeres.[9]
- Shameless (Showtime, 2014) interpretando Lorena y Gatito[10]
- El más buscado (2014) interpretanto Rata.[11]

## Premios y candidaturas
| Año  | Trabajo premiado | Categoría                    | Premio                             | Resultado |
| ---- | ---------------- | ---------------------------- | ---------------------------------- | --------- |
| 2013 | Guadalupe Plata  | Música moderna               | Premio Ojo Crítico                 | Ganador   |
| 2013 | Guadalupe Plata  | Mejor disco europeo          | Premio Impala                      | Ganador   |
| 2013 | Guadalupe Plata  | Artista del año              | Premios de la Música Independiente | Ganador   |
| 2013 | Guadalupe Plata  | Mejor directo                | Premios de la Música Independiente | Ganador   |
| 2013 | Guadalupe Plata  | Mejor álbum de rock          | Premios de la Música Independiente | Ganador   |
| 2013 | Carlos Jimena    | Mejor fotografía promocional | Premios de la Música Independiente | Ganador   |